# Florina
Florina (grekiska Φλώρινα; bul. och mak.: Лерин, Lerin) är en stad i utkanten av Västra Makedonien i norra Grekland. Den är huvudort i prefekturen Florina.
- Chrysostomos av Florina (1870 - 1955), metropolit av Florina